# Argai: The Prophecy
Argai é uma série animada francesa de 26 episódios produzida pela TF1, Carrere, Ocon D'Films Productions e La Coloniale.

## História
A história começa em 1250. Oreala, a Rainha das Trevas lança uma maldição escura na Princesa Angel, a noiva de Argai, para roubar de volta a juventude e idade tão imortal ea idade adulta. Para salvar a bela, Argai viaja através do tempo e está localizado na cidade de Nova York, o ano de 2075 onde foi conquistada pela rainha do mal. Lá elo conhece um simpático detetive Oscar Lampada, seu assistente Barnaby e seu secretaria Moony Moon. Os três decidem que decidem ajudá-lo em sua batalha contra a Rainha. O Livro das Profecias descobrir que existe uma poção feita de apenas 13 ingredientes diferentes que têm o desejo de quebrar o feitiço escuro ... Do contrário, ele está copiando o livro, os roubos Rainha. Argai começa a jornada com seus amigos para encontrar os ingredientes para a poção e livrar a linda Angel.

## Personagens
- Argai
- Angel
- Oscar Lampada
- Barnaby
- Moony Moon
- Oreala/Rainha das Trevas
- Gekko
- Hugsley Barns
- Pãe di Argai
- Pasha
- Mr.Po
- Capitão Billy
- Irmão Gregório
- Irmão Tich
- Rei Khar
- Jason
- Mestre Wang
- Elfo da Foresta
- Princesa Lorelei
- Singa
- Estalajadeiro / Viticultor em Paris
- Estalajadeiro / Cegos em Paris
- Fada Melusina
- Assistente da Fada Melusina
- Tiberias

## Episodios
1. O Principe Argai
2. O Homem Mascarado
3. New York, 2075
4. F-07
5. A Grande Jornada
6. Notre-Dame di Paris
7. A Mandragaola
8. O Amuleto do Farao
9. O Caminho para as Cruzadas
10. Alyasha
11. O Submerso de Venezia
12. A Fuga di Irmão Tich
13. A Floresta Encantada
14. Na Terra dos Celtas
15. Flor de Lotus
16. O Deserto de Awikango
17. O Mosteiro de Tirloch
18. O Torneio Cavaleiro
19. A Grande Fuga
20. A Orquídea Selvagem
21. A Pérola Sagrada
22. O Turíbulo
23. A Hada Melusina
24. A Mulher Branca
25. Angel
26. O último combate

## Links
- AnimeGuide - Argaï: La prophétie (Francês)